# Christophe Andrade Brites
Christophe Andrade Brites (Luxemburgo, 8 de junio de 2007) es un futbolista luxemburgués que juega en la demarcación de extremo derecho para el F91 Dudelange de la División Nacional de Luxemburgo.

## Selección nacional
Tras jugar en las categorías inferiores de la selección, finalmente el 5 de septiembre de 2024 hizo su debut con la selección de Luxemburgo en un partido de la Liga de Naciones de la UEFA 2024-25 contra Irlanda del Norte que finalizó con un resultado de 2-0 a favor del combinado norirlandés tras los goles de Paddy McNair y Daniel Ballard.

## Clubes
| Club          | País       | Año   | Partidos | Goles |
| ------------- | ---------- | ----- | -------- | ----- |
| F91 Dudelange | Luxemburgo | 2024- |          |       |